# Papa Clemente XI
Clemente XI (em latim: Clemens XI) nascido Giovanni Francesco Albani;  (Urbino, 23 de julho de 1649 — Roma, 19 de março de 1721) foi o Papa da Igreja Católica e Soberano dos Estados Papais de 23 de novembro de 1700 até a data de sua morte.
Clemente XI era um patrono das artes e da ciência. Ele também foi um grande benfeitor da Biblioteca do Vaticano; seu interesse pela arqueologia é creditado por salvar grande parte da antiguidade de Roma. Ele autorizou expedições que conseguiram redescobrir vários escritos cristãos antigos e autorizou escavações das catacumbas romanas.

## Biografia

### Início da vida
Giovanni Francesco Albani nasceu em 1649 em Urbino, em uma família distinta de Arbëreshë e de origem italiana. Sua mãe Elena Mosca (1630-1698) era uma italiana de origem bergamasca, descendente da nobre família Mosca de Pesaro. Seu pai, Carlo Albani (1623-1684), era um patrício descendente em parte da família Staccoli,[carece de fontes?] patrício de Urbino, em parte dos Giordani,[carece de fontes?] que eram nobres de Pesaro e em parte da nobre família albanesaque se estabeleceu em Urbino no norte da Albânia no século XV.
Albani foi educado no Collegio Romano em Roma a partir de 1660. Ele se tornou um latinoista muito proficiente e obteve um doutorado em direito canônico e civil. Ele foi um dos que freqüentaram a academia da rainha Christina da Suécia. Serviria como prelado papal sob o Papa Alexandre VIII e foi nomeado pelo Papa Inocêncio XII como o referendo da assinatura apostólica. Durante todo esse tempo, ele também atuou como governador de Rieti, Sabina e Orvieto.

### Cardinalato
Papa Alexandre VIII elevou ao cardinalato em 1690, apesar de seus protestos e fez dele o cardeal-diácono de Santa Maria em Aquiro mas depois optou pela Diaconia de San Adriano al Forno e, mais tarde, como o Cardinal-Priest, para o título de San Silvestro em Capite. Foi então ordenado ao sacerdócio em setembro de 1700 e celebrou sua primeira missa em Roma, em 6 de outubro de 1700.

## Pontificado

### Eleição para o papado
Após a morte do Papa Inocêncio XII em 1700, um conclave foi convocado para eleger um sucessor. Albani era considerado um bom diplomata conhecido por suas habilidades como pacificador e, por isso, foi eleito papa por unanimidade em 23 de novembro de 1700. Ele concordou com a eleição após três dias de consulta.
De maneira incomum, do ponto de vista da prática atual, sua eleição ocorreu três meses após sua ordenação como sacerdote e dois meses depois de celebrar sua primeira missa, embora ele fosse cardeal há dez anos. Depois de aceitar a eleição depois de alguma hesitação, ele foi ordenado bispo em 30 de novembro de 1700 e assumiu o nome pontifício de "Clemente XI". O cardeal protodeacon Benedetto Pamphili o coroou em 8 de dezembro de 1700 e tomou posse da Arquibasílica de São João de Latrão em 10 de abril de 1701.

### Ações

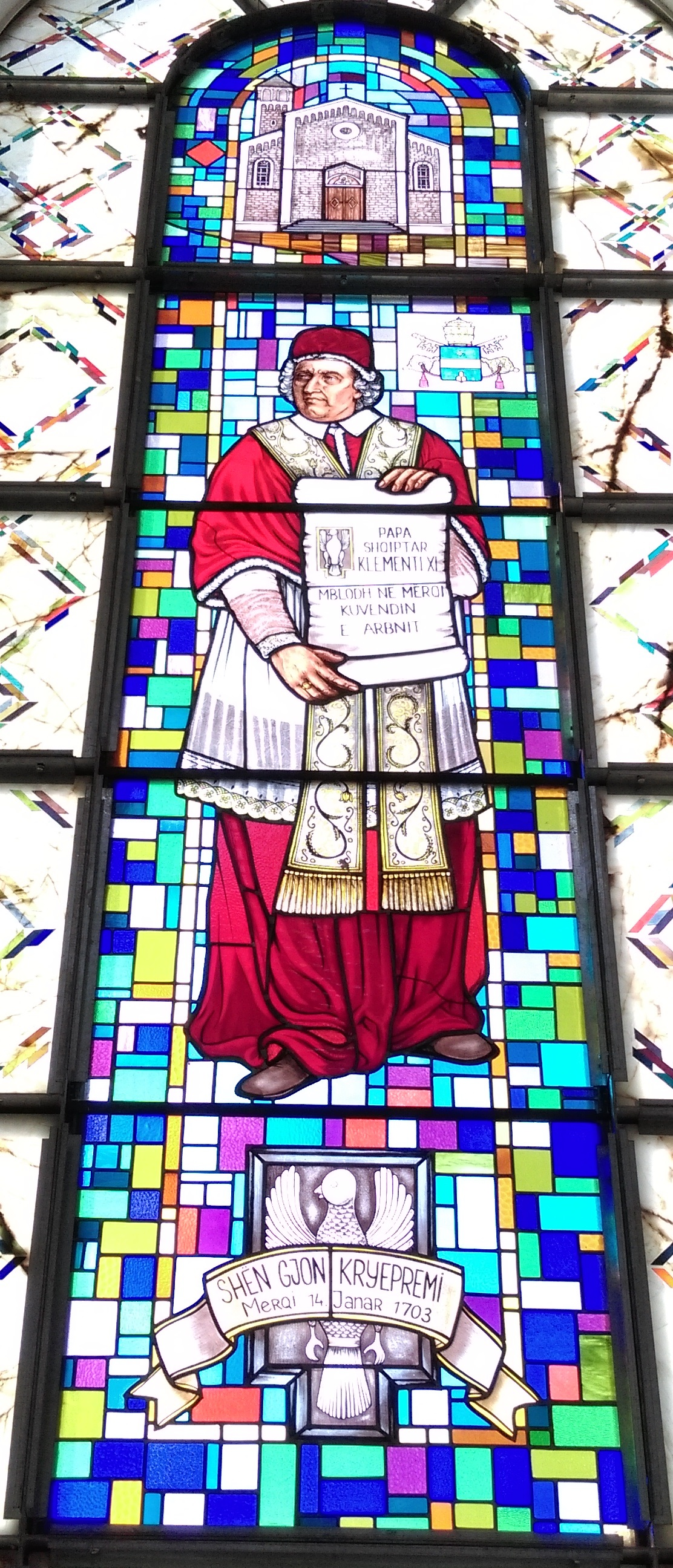
Representação em vitral de Clemente XI na Catedral Católica em Pristina, Kosovo

Logo após sua adesão ao pontificado, a Guerra da Sucessão Espanhola estourou.
Em 1703, o Papa Clemente XI ordenou um sínodo de bispos católicos no norte da Albânia que discutisse a promoção dos decretos do Conselho de Trento nas dioceses albanesas, desencadeando conversões entre os locais para o Islã e assegurando um acordo para negar a comunhão aos cripto-católicos que externamente professavam a fé muçulmana.
Apesar de inicialmente ter uma neutralidade ambígua nos assuntos mundiais, Clemente XI foi mais tarde forçado a nomear Carlos, arquiduque da Áustria, como o rei da Espanha, pois o exército imperial conquistou grande parte do norte da Itália e ameaçava a própria Roma em janeiro de 1709.
Pelo Tratado de Utrecht, que pôs fim à guerra, os Estados papais perderam a soberania sobre o Ducado Farnese de Parma e Piacenza a favor da Áustria, e também perderam Comacchio, um golpe ao prestígio dos Estados papais.
Em 1713, Clemente XI emitiu a bula Unigenitus em resposta à propagação da heresia jansenista. Seguiu-se uma grande revolta na França, onde, além das questões teológicas, persistiu uma forte tendência galicana. A bula, produzido com a contribuição de Gregorio Selleri, professor no College of Saint Thomas, a futura Universidade Pontifícia de Saint Thomas Aquinas, Angelicum, condenou o jansenismo extraindo e anatematizando 101 propostas heréticas das obras de Quesnel declarando-os idênticos em substância às proposições já condenadas nos escritos de Jansenius.
A resistência de muitos eclesiásticos franceses e a recusa dos parlamentos franceses em registrar a bula levaram a controvérsias que se estenderam por grande parte do século XVIII. Como os governos locais não receberam oficialmente o documento, não estava tecnicamente em vigor nessas áreas - um exemplo da interferência dos estados nos assuntos religiosos comuns antes do século XX.
Durante o seu reinado como papa, o famoso Illyricum Sacrum foi encomendado, e hoje é uma das principais fontes do campo da albologia, com mais de 5 mil páginas divididas em vários volumes escritos pelos jesuítas Daniele Farlati e Dom Jacopo Coleti.
Clemente XI fez um esforço conjunto para adquirir manuscritos cristãos em siríaco do Egito e de outros lugares do Oriente Médio, expandindo muito a coleção de obras siríacas da Biblioteca Apostólica Vaticana.

### Outras atividades
Clemente XI estendeu a festa de Nossa Senhora do Rosário à Igreja Universal do Rito Romano em 1716.

### Beatificações e canonizações
Clemente XI confirmou o culto de Ceslas Odrowaz (27 de agosto de 1712), Jakov Varingez (29 de dezembro de 1700), João de Perugia (11 de setembro de 1704), Peregrine Laziosi (11 de setembro de 1702), Pedro de Sassoferrato (11 de setembro de 1704), Buonfiglio Monaldi (1 de dezembro de 1717), Papa Gregório X (8 de julho de 1713) e Humbeline de Jully (1703). Ele beatificou formalmente um número de indivíduos: Alexis Falconieri, Bartholomew degli Amidei e Benedict Dellantella (1 de dezembro de 1717) e John Francis Régis (24 de maio de 1716).
Canonizou André Avelino, Catarina de Bolonha, Félix de Cantalice e Papa Pio V em 22 de maio de 1712, Humildade em 27 de janeiro de 1720, Sancha de Portugal em 10 de maio de 1705, Teresa de Portugal em 20 de maio de 1705, Estevão de Obazine em 1701 e Peregrino Laziosi em 1702.

### Consistórios
Clemente XI criou um total de 70 cardeais em 15 consistórios. Notavelmente, um cardeal de sua própria criação foi Michelangelo dei Conti, que se tornou seu sucessor imediato, o Papa Inocêncio XIII.

### Controvérsias do Rito Chinês
Outra decisão importante de Clemente XI foi em relação à controvérsia dos ritos chineses: os missionários jesuítas foram proibidos de participar de honras pagas a Confúcio ou aos ancestrais dos imperadores da China, que Clemente XI identificou como "idólatras e bárbaros" e acomodar a linguagem cristã às idéias pagãs sob o argumento de conciliar os pagãos.

## Morte e enterro

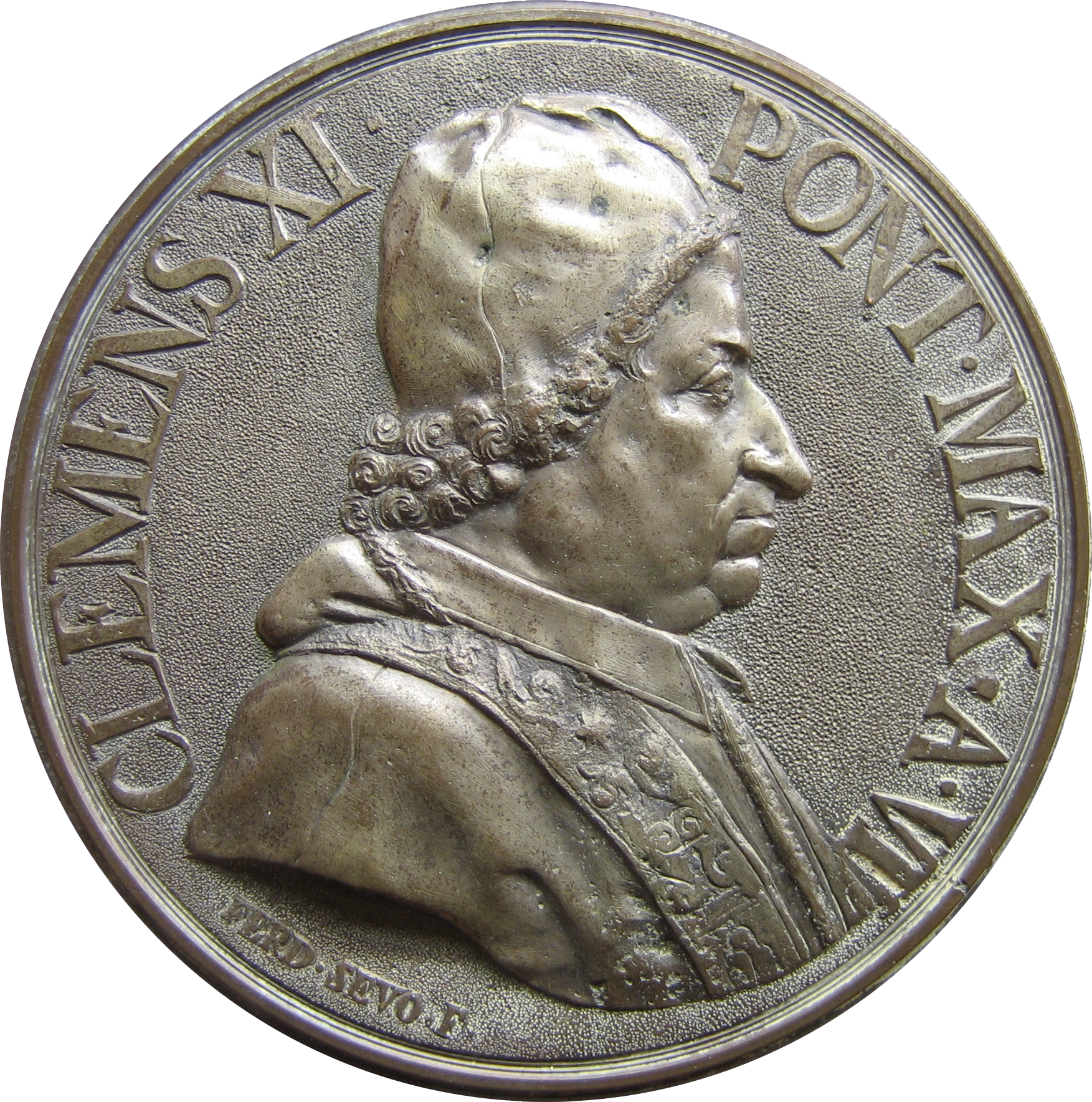
Conclave do Papa Clemente XI

Clemente XI morreu em Roma em 19 de março de 1721 às 12h45 e foi enterrado na calçada da Basílica de São Pedro, em vez de em uma tumba ornamentada como as de seus antecessores.
No dia 10 de março, Clemente XI teve um encontro por volta das 11h com o Bispo de Sisteron Pierre François Lafitau. Quando o papa se encontrou com o bispo, ele disse que seu tempo estava chegando ao fim e que morreria em breve, apesar dos protestos em contrário de Lafitau. Em 14 de março, Clemente XI adoeceu enquanto Lafitau tentava fazer com que o sobrinho do papa persuadisse o papa a nomear o ministro-chefe francês, Guillaume Dubois, para o cardinalato. No entanto, Clemente XI estava em estado de delírio e não respondeu aos seus apelos. No dia 16 de março, domingo da Quadragésima , o papa não participou dos cultos, porém, celebrou missa em sua capela particular no Palácio do Quirinal. Ele tomou remédios naquele dia, mas sentiu dores no tórax e dificuldade para respirar por causa do ar frio de seus quartos.
No dia seguinte, Clemente XI celebrou missa na sua capela privada antes de se encontrar com vários prelados, entre os quais o Arcebispo de Ravenna Geronimo Crispi. No entanto, por volta do meio-dia, ele foi subitamente acometido por um calafrio extraordinário, acompanhado por uma febre muito forte que o forçou imediatamente a deitar-se, e o papa recusou uma refeição naquela noite. Seu pulso estava excepcionalmente lento e ele até tossiu um líquido espesso manchado de sangue. Incapaz de dormir naquela noite, sua febre diminuiu um pouco. Mas no dia seguinte a febre voltou com muito mais violência e ele teve pulso irregular. A expectoração estava espumosa, mais uma vez com sangue, indicando que havia algo errado com seus pulmões, fazendo com que os médicos percebessem que sua condição provavelmente seria fatal. Clemente XI fez a sua confissão e a profissão de fé antes de receber a Sagrada Comunhão às 20 horas. Jaime Francisco Eduardo Stuart, o "Pretendente", tentou ver o papa moribundo, mas foi negado com base no estado perigoso da condição do papa. Naquela noite, o sacristão papal Niccolo Agostino degli Abbati Olivieri, bispo de Porfirio , administrou a extrema-unção.
Em 19 de março, a febre voltou violentamente e Clemente XI perdeu lentamente a capacidade de falar enquanto seus olhos turvavam e sua respiração diminuía lentamente quando o papa morreu pouco depois do meio-dia.

### Influência contemporânea

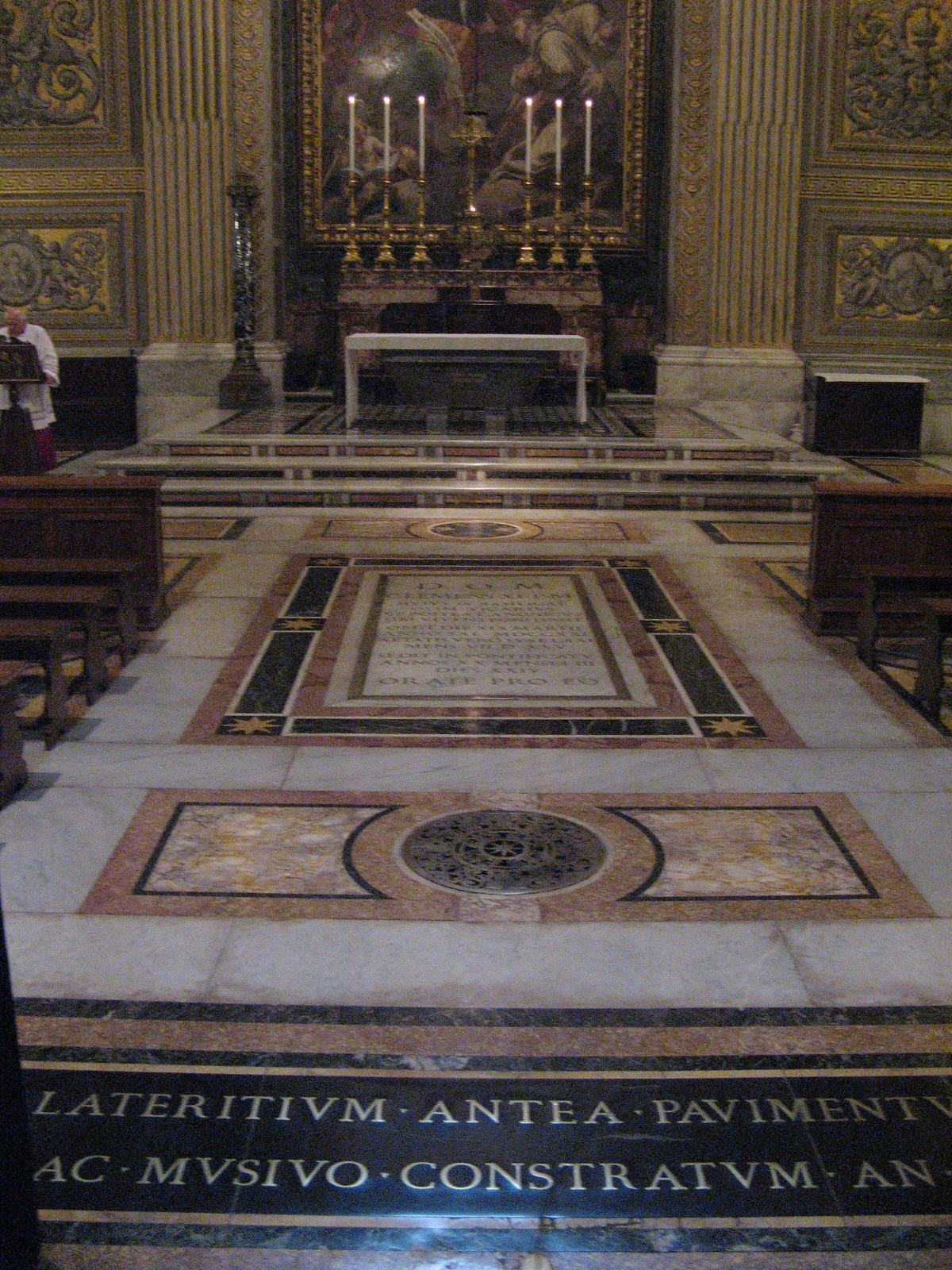
Tumulo do Papa Clemente XI

Em seu livro "Diário de uma alma", enquanto se preparava para o Concílio Vaticano II, o Papa João XXIII resolveu rezar a Oração Universal e a recomenda.

## Atividade de construção e mecenato
O Papa Clemente XI adicionou um famoso relógio de sol na igreja de Santa Maria degli Angeli e dei Martiri e teve um obelisco erguido na Piazza della Rotonda, em frente ao Panteão, e um porto construído no rio Tibre, o belo porto de Ripetta, demolida no final do século XIX.
Ele estabeleceu um comitê, supervisionado por seus artistas favoritos, Carlo Maratta e Carlo Fontana, para encomendar a estatuária dos apóstolos para completar a decoração de San Giovanni in Laterano. Ele também fundou uma academia de pintura e escultura no Campidoglio.
Ele também enriqueceu a biblioteca do Vaticano com vários códices orientais e patrocinou as primeiras escavações arqueológicas nas catacumbas romanas. Em sua cidade natal, Urbino, ele restaurou vários edifícios e fundou uma biblioteca pública.

## Galeria

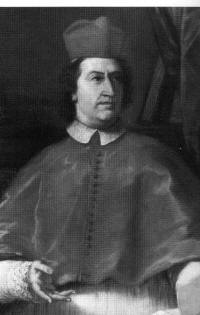
O albanês mais jovem
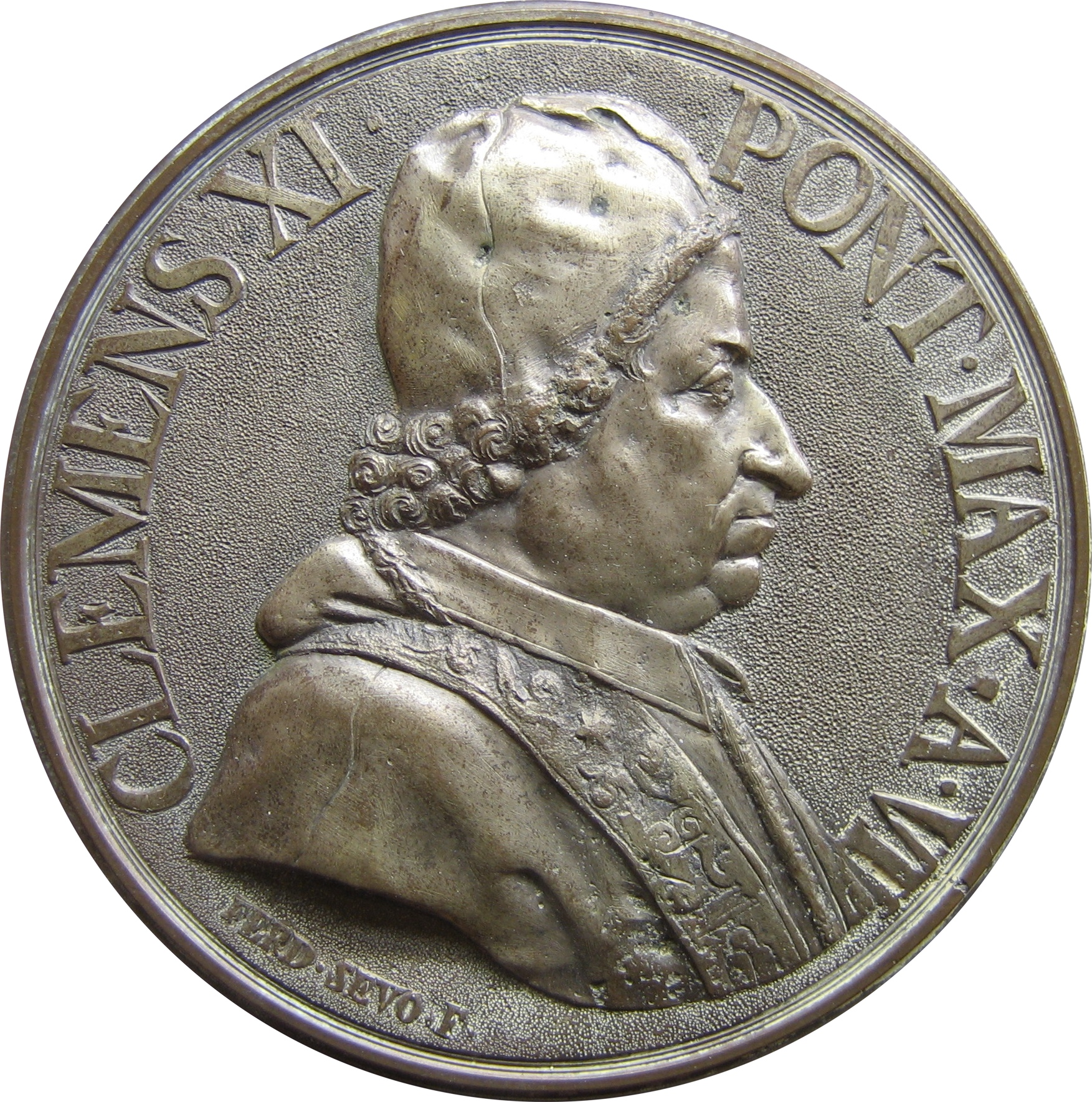
Medalha representando Clemente XI
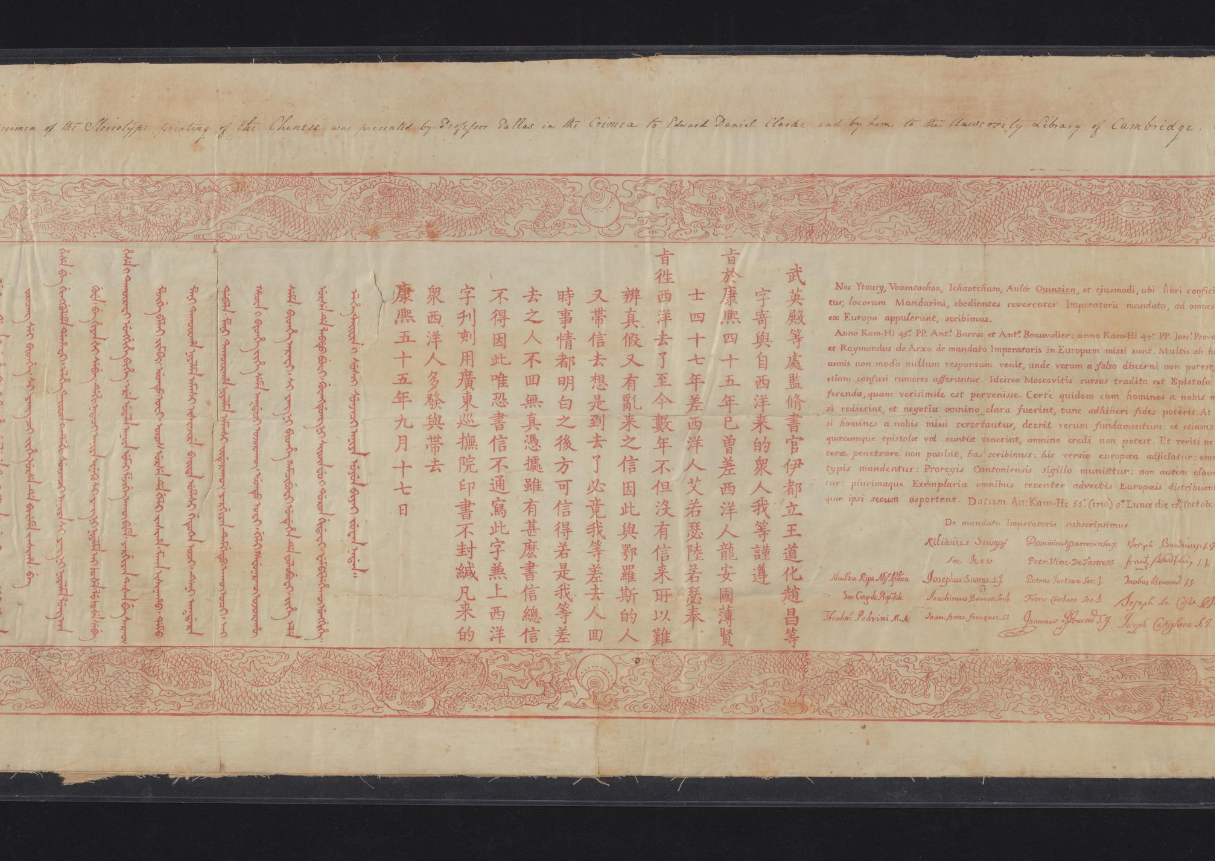
Carta aberta do Imperador Kangxi ao Papa Clemente XI
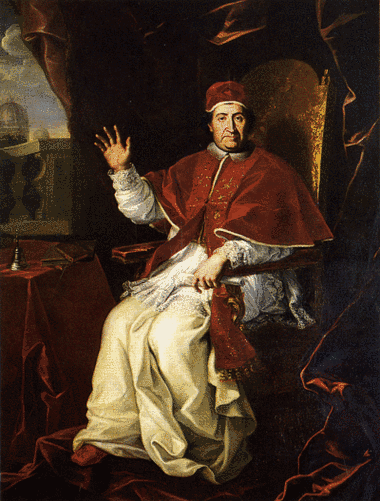
Retrato do Papa Clemente XI
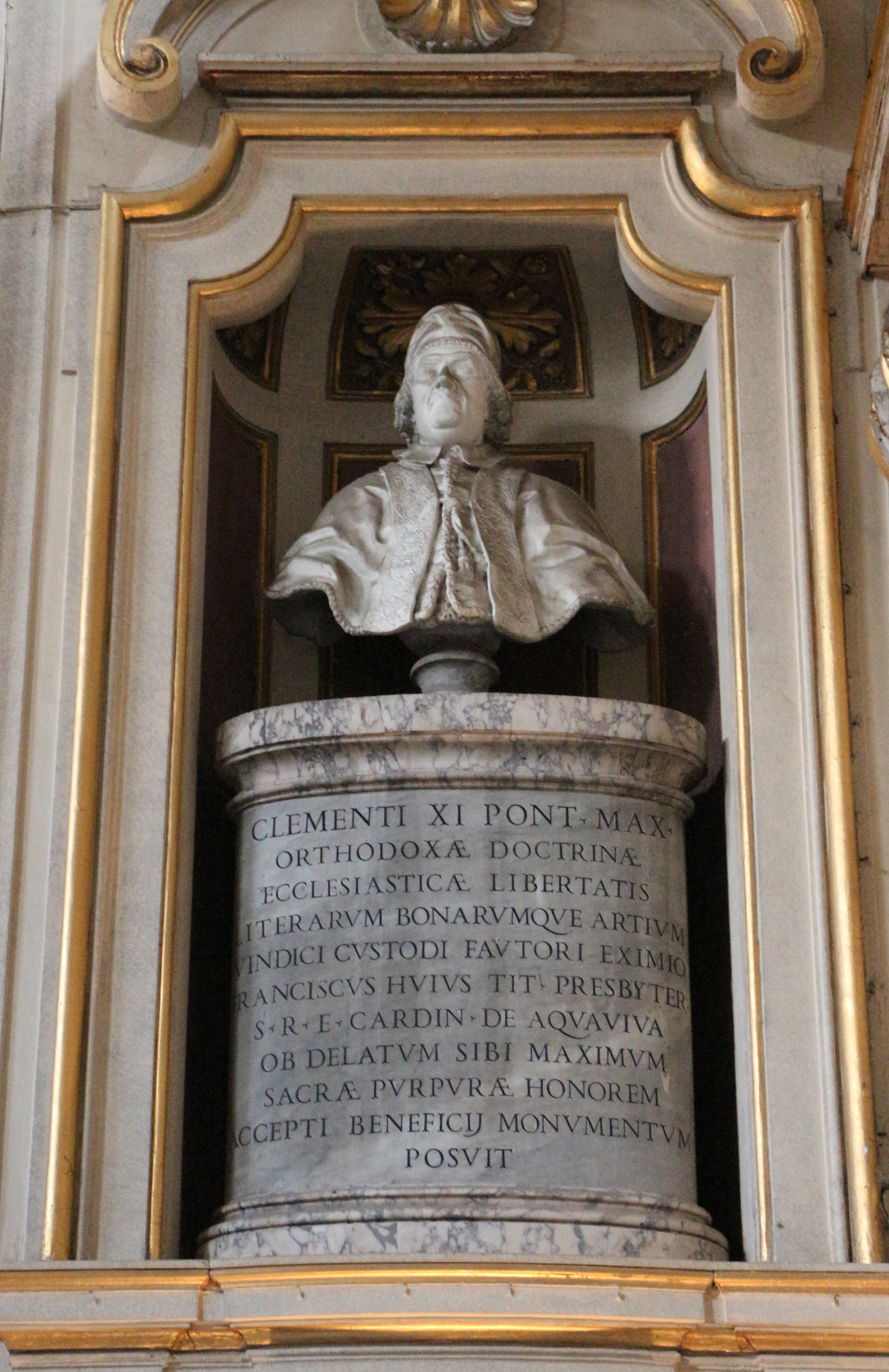
Busto do Papa Clemente XI na igreja de Santa Cecília , Roma